# Прапор Миронівського району
Пра́пор Миро́нівського райо́ну — офіційний символ Миронівського району Київської області, затверджений 29 грудня 2011 року рішенням № 114-09-VI сесії Миронівської районної ради.

## Опис
Прапор являє собою прямокутне синє полотнище зі співвідношенням сторін 2:3, біля древкової частини зображений Архистратиг Михаїл в жовтих шатах, з піднятим вогняним мечем в правиці та синім щитом із жовтим хрестом в лівій руці. У вільній частині знаходяться 5 золотих снопів, кожен складений з 5 пучків, розміщених 2, 1 та 2.

## Значення
Жовтий колір символізує багатство, щедрість, великодушність та справедливсть. Синій — істину, правдивість, вірність та колір небес. Сніп означає аграрні особливості району та ознака поваги.